# Earth Policy Institute
 (novembre 2009).
Si vous disposez d'ouvrages ou d'articles de référence ou si vous connaissez des sites web de qualité traitant du thème abordé ici, merci de compléter l'article en donnant les références utiles à sa vérifiabilité et en les liant à la section « Notes et références ».
Le Earth Policy Institute (EPI) est une organisation environnementale américaine basée à Washington. Elle a été fondée en 2001 par Lester R. Brown.

## Description
Le but du Earth Policy Institute est d'alerter l'opinion publique sur les problèmes de la croissance démographique, du réchauffement climatique, des menaces qui pèsent sur la biodiversité végétale et animale.
L'organisation montre la voie vers une nouvelle économie mondiale durable, une éco-économie basée sur :
- la transition énergétique vers des énergies renouvelables ;
- le développement des modes de transport non polluants ;
- la sortie de l'économie du jetable, par une généralisation du recyclage.